# Gulpen
Gulpen (Limburgs: Gullepe; Frans: Galoppe) is een Nederlandse plaats in het Zuid-Limburgse Heuvelland met 3.990 inwoners (2023). Het is de hoofdplaats van de gemeente Gulpen-Wittem. De gehele gemeente Gulpen-Wittem telt bijna 15.000 inwoners.

## Ligging, natuur en landschap
Het dorp is gelegen bij de samenvloeiing van de Geul en de Gulp, op een hoogte van ongeveer 95 meter. De kern ligt aan de zuidzijde tegen de Gulperberg (157 m) aan. De 'berg' is een noordelijke uitloper van het Plateau van Crapoel dat hier steil eindigt. Vanuit het zuidwesten mondt het Gulpdal uit in het Geuldal. Verder naar het zuiden liggen op de hellingen van het plateau enkele bossen: het Dunnenbos, het Wagelerbos en daarachter het Schweibergerbos. In het westen ligt op een helling het Osebosch. Ten westen van het dorp ligt ook de Ingbergracht, een droogdal dat insnijdt in het Plateau van Margraten. De noordzijde van het dorp is op de zuidhelling van de Beversberg gebouwd, waarnaast de Dolsberg (161 m) ligt.
In de nabijheid van Gulpen liggen de buurtschappen Ingber, Euverem, Cartils en Berghem. Omringende dorpen zijn Wijlre, Wittem, Margraten en Reijmerstok.

## Geschiedenis
Gulpen ontstond in de Middeleeuwen nabij de plaats waar de Gulp in de Geul uitmondt. Iets ten noorden van de huidige dorpskern werd een mottekasteel gebouwd op een van de Dolsberg afgesneden heuvel, de zogenaamde Gracht Burggraaf. De eerste vermelding van Gulpen was in een handvest van de Duitse keizer Hendrik II de Heilige (1014-1024) uit het begin van de elfde eeuw. Daarin werden gronden en rechten in ‘Golopia’ toebedeeld aan het Onze-Lieve-Vrouwe-klooster in Aken. De burcht of toren op de motte werd eind dertiende eeuw verlaten, terwijl een nieuw kasteel Nuwenbergh (Neubourg) ontstond aan de zuidzijde van Gulpen. Vanaf die tijd werd Gulpen beschouwd als een zelfstandige heerlijkheid in het Land van 's-Hertogenrade (of Land van Rode), met later ook een eigen schepenbank. Vanaf het einde van de veertiende eeuw waren leden van de familie Van Eynatten meer dan drie eeuwen lang heren van Gulpen en Neubourg.
Na afloop van de Tachtigjarige Oorlog (1648) kwamen het katholieke Spanje en de protestantse Republiek in het Partagetraktaat van 1661 een verdeling van de Landen van Overmaas overeen. Gulpen kwam terecht in het Staatse deel van het Land van 's-Hertogenrade. Het bestuur van schout en schepenen moest voortaan gereformeerd zijn. De katholieke bevolking ondervond  beperkingen in het openbare leven, maar er was wel godsdienstvrijheid. Beide gezindten deelden eeuwen lang de katholieke parochiekerk als simultaankerk. In 1837 bouwden de protestanten een eigen kerk, het in 1967 gesloopte Leopoldskerkje.
In 1716 verkocht Johan Philips van Eynatten Gulpen en Neubourg aan fabrikant Johann Arnold (von) Klermondt uit Aken. Deze ontving op Neubourg op 27 juli 1717 tsaar Peter de Grote die op doorreis was. Na de dood van Klermondt verkocht zijn weduwe Gulpen en Neubourg in 1732 aan graaf Ferdinand von Plettenberg die al heer van Wittem, Eys en Slenaken was. Door geldgebrek was zijn zoon Franz Joseph von Plettenberg in 1769 verplicht Gulpen en Neubourg te verkopen aan baron Leonard Bernard de Hayme de Houffalize, oud-burgemeester van Luik, die de laatste heer van Gulpen zou zijn.
Na de verovering van de Zuidelijke Nederlanden door de Fransen in 1794 werd Gulpen een commune (gemeente) in het kanton Wittem in het departement Nedermaas. Gulpen had ongeveer 1300 inwoners in die tijd. In 1800 werd Johan Rudolf van Craen, secretaris van de voormalige schepenbank, de eerste ’’maire’’ van Gulpen. In 1808 werd hij opgevolgd door Michel de Hayme, zoon van de laatste heer van Gulpen. Na de Franse Tijd (1794-1814) werd Gulpen een gemeente in de provincie Limburg van het Koninkrijk der Nederlanden. Tijdens de Belgische Opstand (1830-1839) was Gulpen een gemeente in het Koninkrijk België, totdat het in 1839 weer Nederlands werd.
Omstreeks 1825 werd de rijksweg van Maastricht via Gulpen naar Aken aangelegd, de huidige N278. Hierdoor verschoof het dorpscentrum enigszins in zuidelijke richting. De aanwezigheid van veel stromend zoet water zorgde voor de opbloei van activiteiten van leerlooiers, bierbrouwers en forellenkwekers. De Gulpener Bierbrouwerij ontstond in 1825. In 1924 werd een chocoladefabriek geopend, onder de naam: 't Geuldal. Deze vervaardigde vooral rumbonen.
In 1982 werd de gemeente Gulpen uitgebreid met de kern van de gemeente Wijlre. Tot 1999 vormde Gulpen, tezamen met een aantal andere kernen, de gelijknamige gemeente Gulpen. Sinds dat jaar is deze gemeente samengevoegd met de voormalige gemeente Wittem tot de fusiegemeente Gulpen-Wittem.

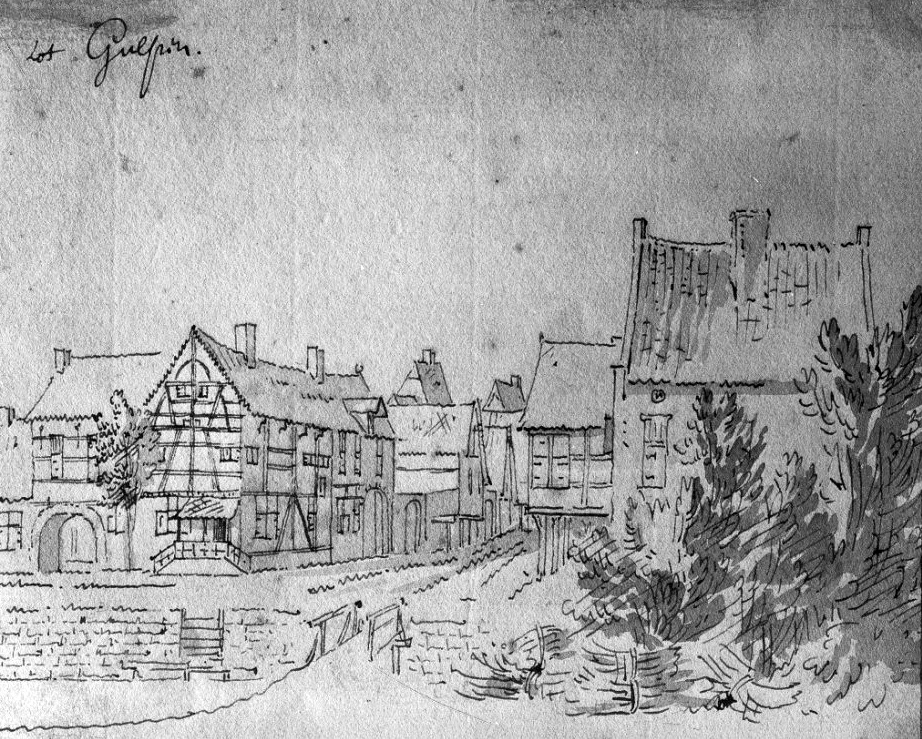
Gulpen omstreeks 1670
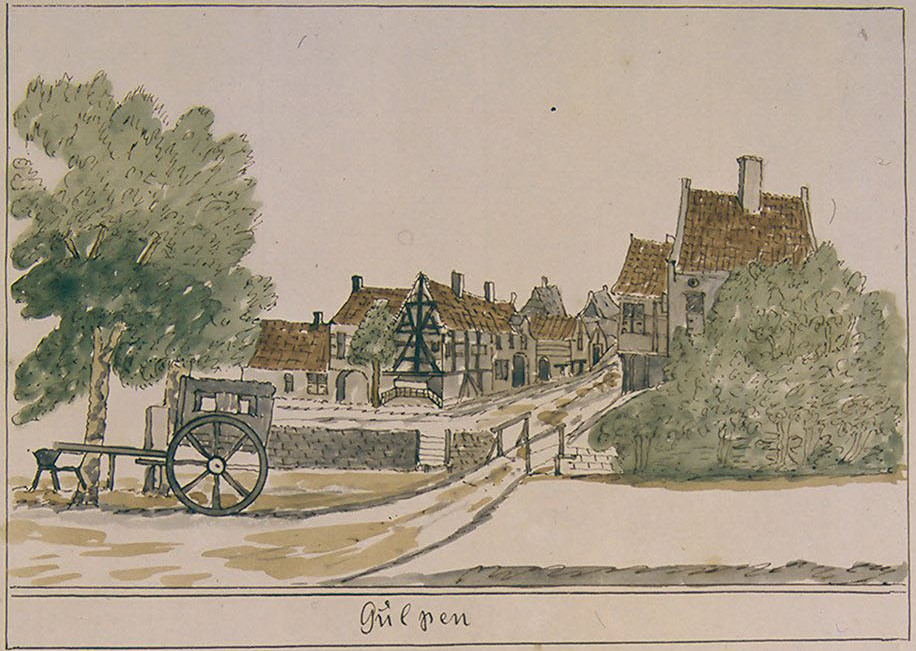
Gulpen, ca. 1710-1735
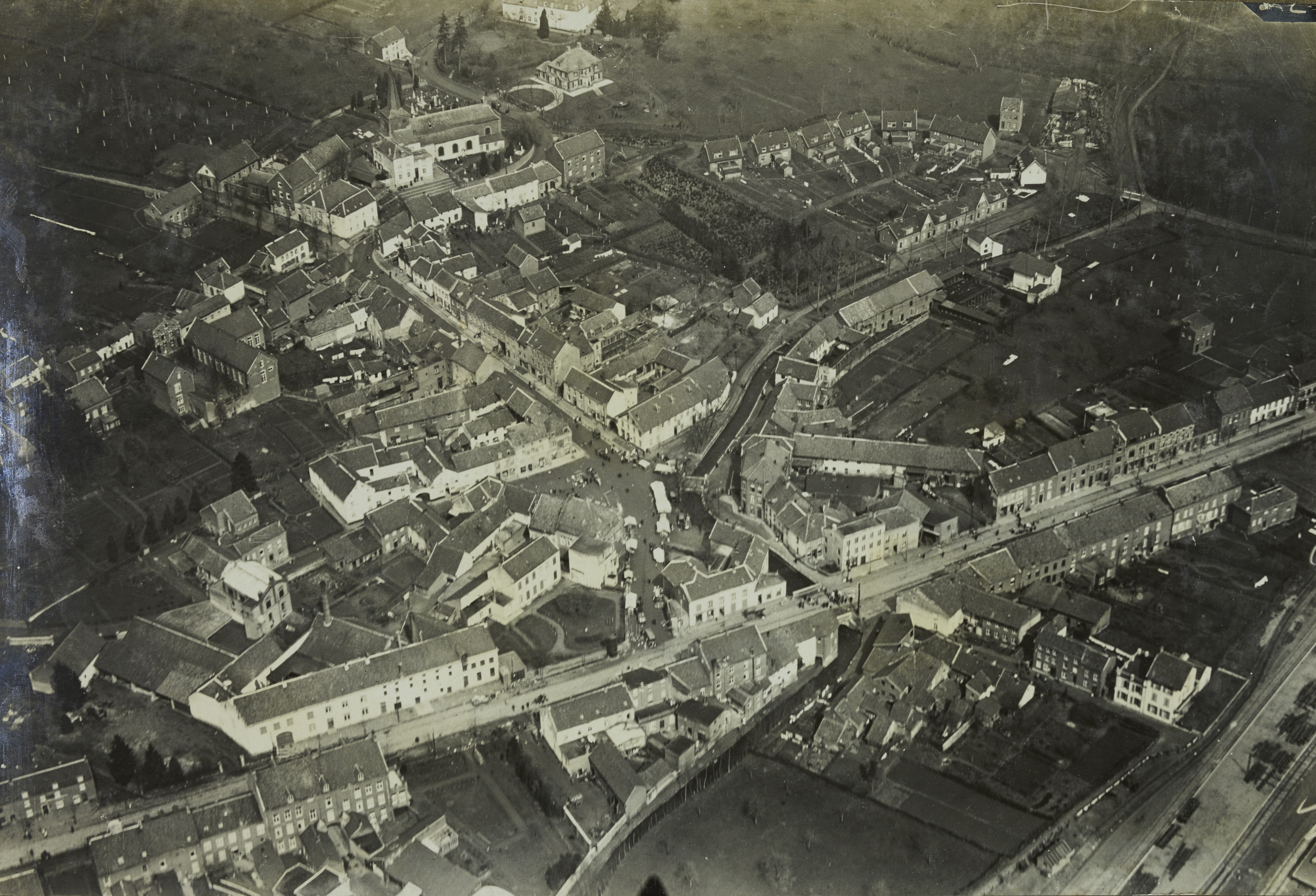
Gulpen, ca. 1930
- Polygoonjournaal, Forellenkwekerij Gulpen, 1970

## Bezienswaardigheden

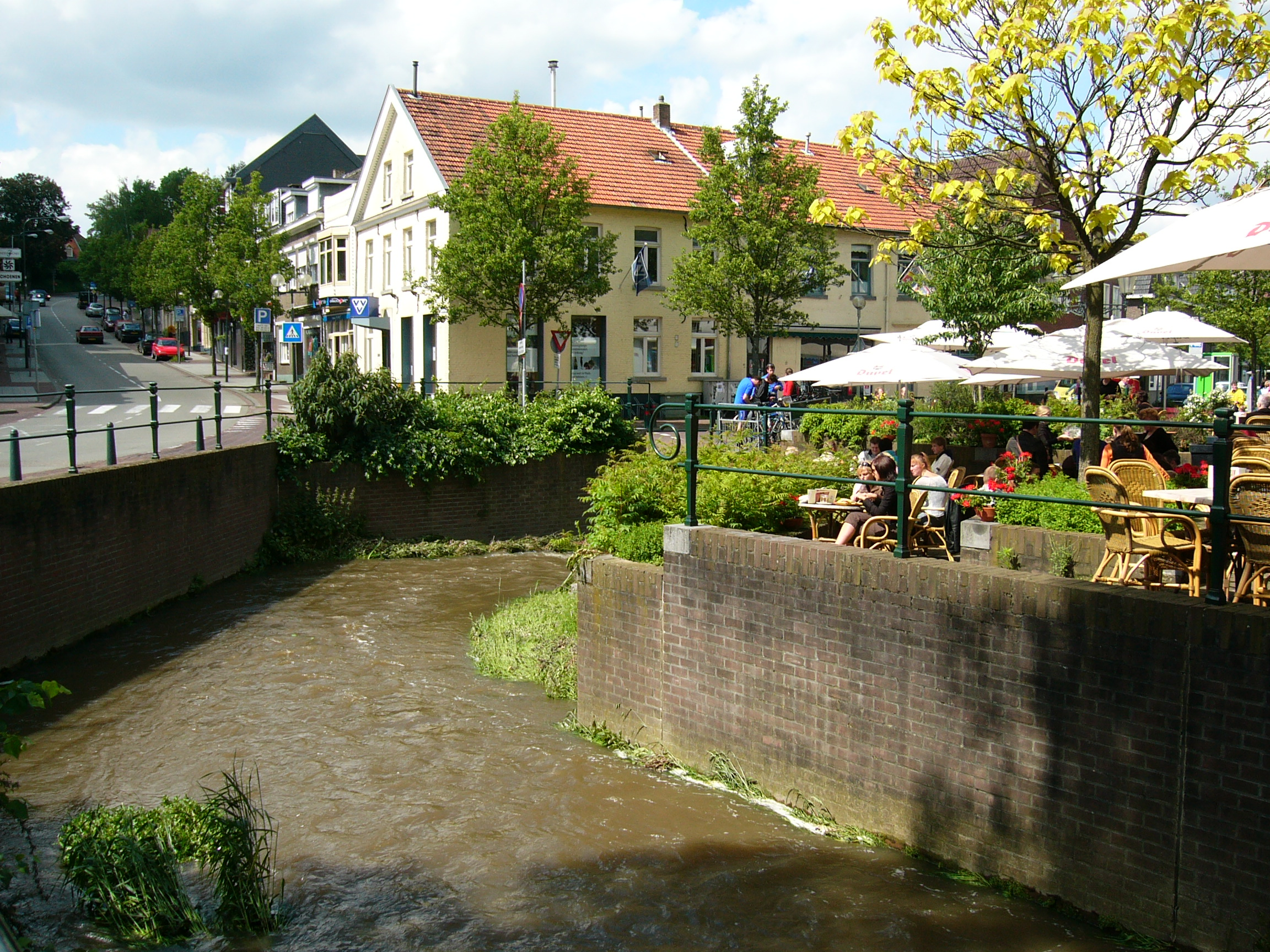
De Gulp in het centrum van Gulpen

- Op het oude kerkhof staat de oude kerktoren van het dorp. Een romaanse toren die waarschijnlijk uit de 11e eeuw dateert en het enige nog bestaande deel is van een middeleeuwse dorpskerk. Gezien haar bouw (muren van 1,5 tot 2 m dikte) en haar ligging heeft zij waarschijnlijk oorspronkelijk tevens als verdedigingstoren gediend, waar ook de plaatselijke bevolking bij dreigend gevaar haar toevlucht kon zoeken.
- De huidige neoromaanse Sint-Petruskerk dateert uit 1924 en werd ontworpen door Caspar Franssen.
- In de periode 1830-1967 stond in Gulpen het hervormde Leopoldskerkje, dat in de jaren 1950 vervangen werd door de Toeristenkerk.
- Het Kasteel Neubourg met park, waarin zich de dikste moerascipres van Nederland bevindt.[3]
- De Neubourger Molen, een watermolen op de Gulp.
- Van 1825 tot circa 1922 was er nog een watermolen in het dorp bij de Gulpener bierbrouwerij: de Veldmolen, op de Gulp achter 't Löfke.
- Als gemeentehuis wordt een voormalig klooster van de Zusters van Liefde gebruikt dat in 1932 naar een ontwerp van Alphons Boosten werd gebouwd.
- De Joodse begraafplaats

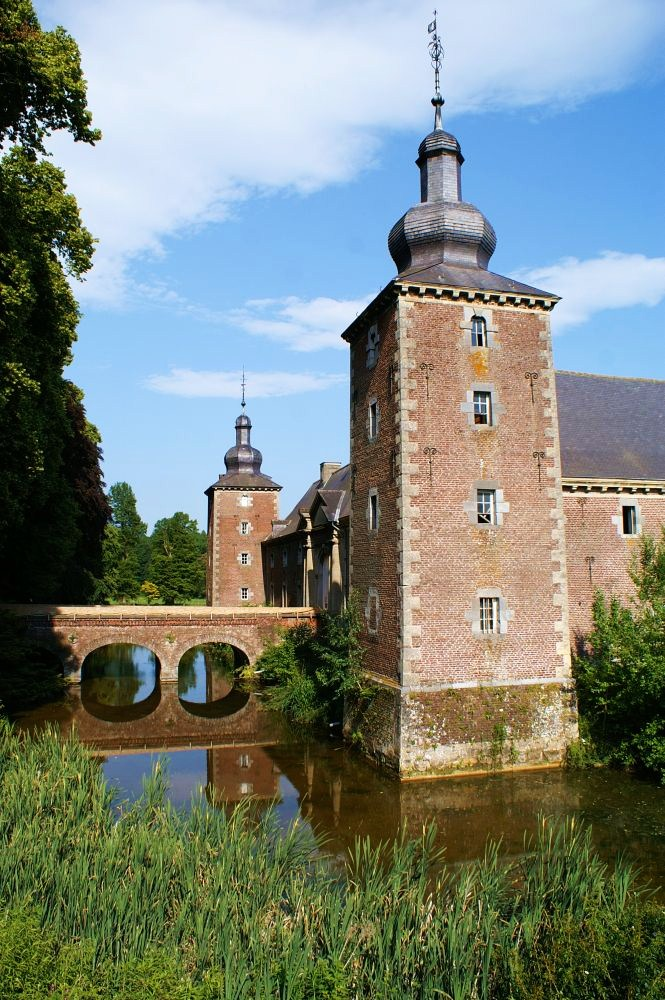
Kasteel Neubourg
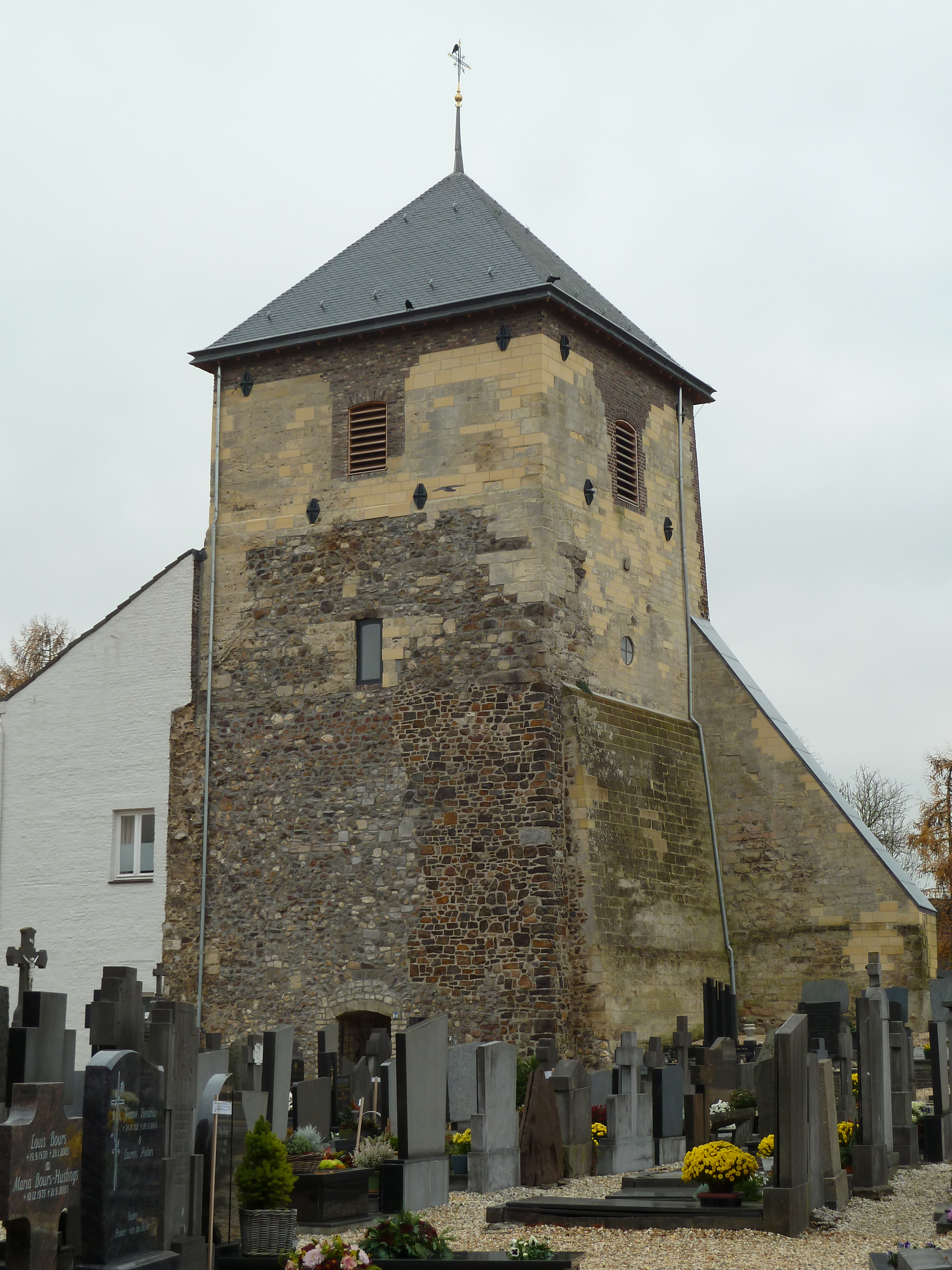
Middeleeuwse kerktoren
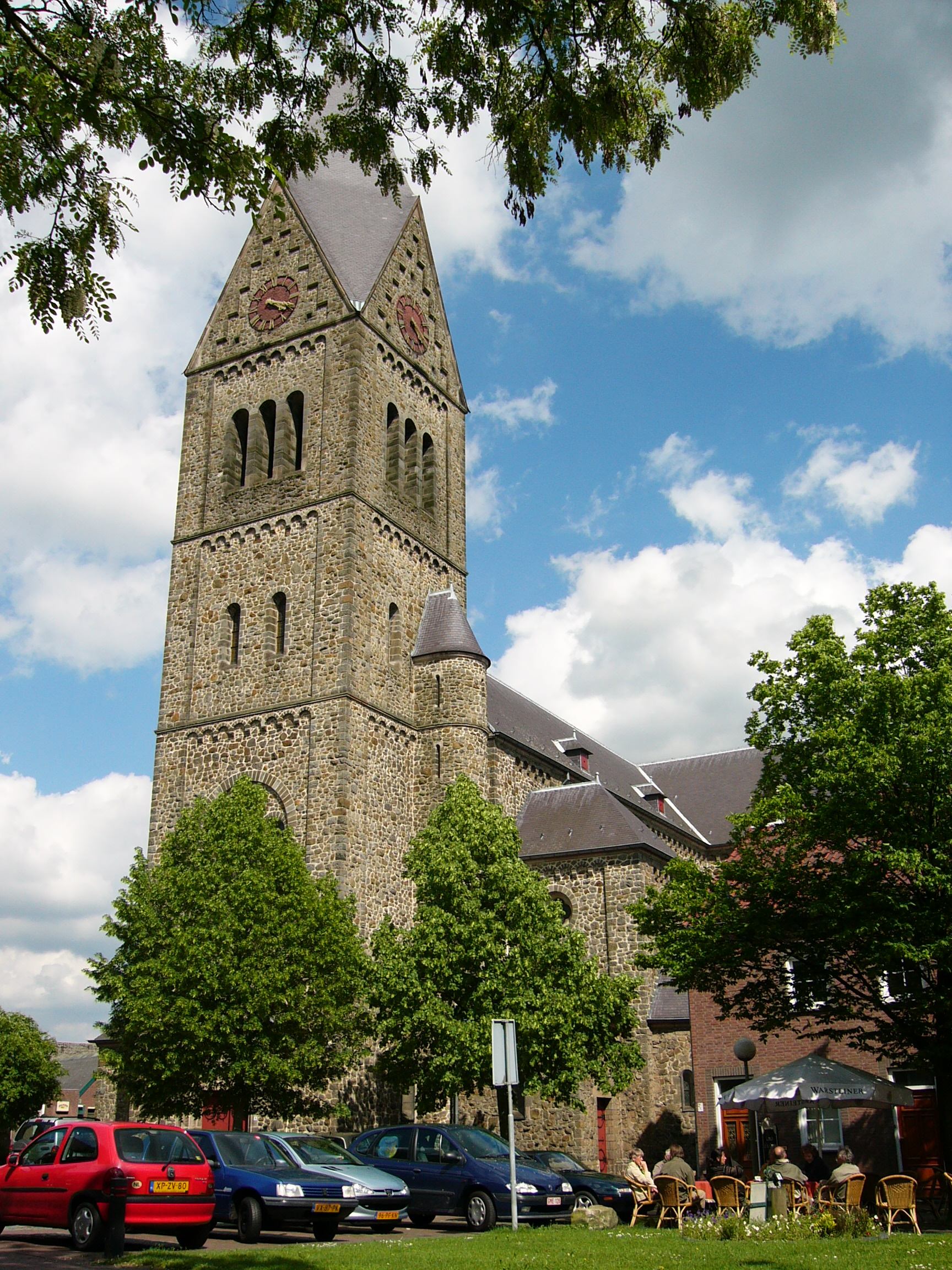
Neoromaanse Sint-Petruskerk
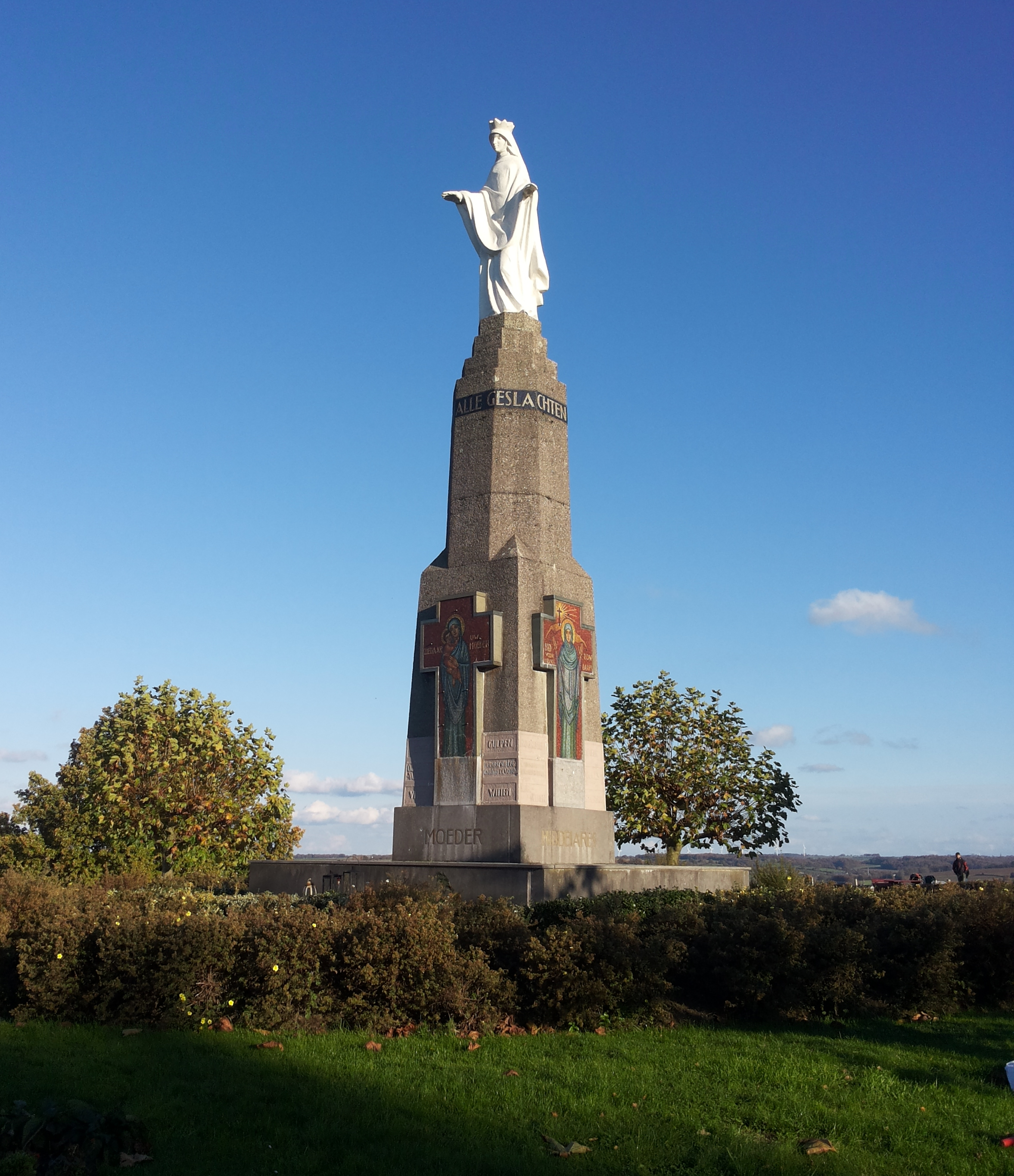
Mariabeeld op Gulperberg

## Evenementen
Een jaarlijks terugkerend evenement in juni is de Nacht van Gulpen, een wandeltocht van 70 km waar ieder jaar iets meer dan duizend wandelaars aan meedoen.
Sinds 1986 worden de Gulpener Bierfeesten gehouden. Dit gratis 3-daagse evenement in augustus trekt jaarlijks 20.000-25.000 bezoekers. Het evenement kent naast de vele artiesten en bands een aantal vaste programmaonderdelen. De kinderkermis, Rabobank-seniorenmiddag en de openlucht-brunch zijn daar enkele voorbeelden van.
Tevens vindt sinds 2003 iedere carnavalsdinsdag de Groeëte Gulpener Vastelaovend Finale plaats. Dit evenement is momenteel uitgegroeid tot een van de grootste carnavalsevenementen en werd tot 2009 gepresenteerd door Frans Croonenberg. De plaatselijke carnavalsvereniging heet: CV de Gaarekiekere Gullepe.

## Onderwijs
De plaatselijke middelbare school (vmbo, mavo, havo, atheneum & gymnasium) heet Sophianum.

## Sport
De plaatselijke voetbalvereniging is FC Gulpen. In 1968 werd er een handbalvereniging opgericht, genaamd HV Gulpen. In 2005 fuseerde deze met MVC uit Mechelen tot MenG Optimo.

## Verkeer en vervoer
Gulpen heeft in de periode van 28 juni 1922 tot de opheffing op 5 april 1938 een station gehad aan de tramlijn tussen Maastricht en Gulpen en de tramlijn Gulpen - Wijlre - Vaals, samen de tramlijn Maastricht - Vaals vormend. Het station lag ongeveer op de plaats van het huidige busstation en ten zuidwesten ervan. Ook was er een locomotievenloods. Ten zuidwesten van Gulpen heeft er over de Gulp een groot tramviaduct gelegen (het Gulpdalviaduct) waar nog steeds het talud van bestaat achter Kasteel Neubourg. Ook de straatnaam Tramweg herinnert nog aan het tracé dat verder gelopen heeft op de plaats van de Prinses Ireneweg. Richting het oosten volgde de tramlijn een stukje de Rijksweg om bij de bijna haakse bocht naar het zuidoosten enerzijds rechtdoor te vervolgen (waar thans de sportvelden liggen) en anderzijds om met de weg mee de bocht om de Gulperberg heen te maken en de Rijksweg te volgen naar Wittem en Wahlwiller. Waar thans de sportvelden liggen lag er vroeger een sporendriehoek voor de aansluiting op Wijlre. Voor dit deel van het tracé werd er een laag talud aangelegd om de Geul en de Eyserbeek te kruisen, wat er heden ten dage nog voor een groot deel in het landschap te zien is tussen Gulpen en Cartils. Het tracé vervolgt achter Kasteel Cartils langs richting het station van Wijlre.

## Geboren in Gulpen
- Willem Vliegen (1862-1947), journalist en politicus
- Julius Brouwers (1869-1955), Nederlands-Belgisch kunstschilder
- Adolphe Engers (1884-1945), acteur